# Займанка
За́йманка — село в Україні, у Берестинському районі Харківської області. Населення становить 159 осіб. Входить до складу Зачепилівської селищної територіальної громади.

## Географія
Село Займанка розташоване на правому березі річки Оріль, за 3 км від місця впадання в неї річки Берестова. Русло річки сильно заболочене, на ньому багато лиманів, його частково використовують під Канал Дніпро — Донбас. Нижче за течією на відстані 2 км розташоване село Сомівка, за 8 км — смт Зачепилівка.

## Археологія
Селище новокам'яної доби, площею 100 м на 70 м розташовано за 600 м від радянської тваринної ферми. Виявлена сокира новокам'яної доби напротив села в місцевості Ясинове.
Поселення бронзового доби площею 100 м на 60 м розташоване в 1 - 1,5 кілометрах від села на правому березі річки Оріль.
Курганний могильник і майдан розташовані навколо лімана Білого на лівому березі Орелі, навпроти села.

## Історія
Село засноване 1741 року.
До 2017 року належало до Сомівської сільради. Відтак увійшло до складу Зачепилівської громади.
Після ліквідації Зачепилівського району 19 липня 2020 року село увійшло до Красноградського (Берестинського) району.

## Населення
Згідно з переписом УРСР 1989 року чисельність наявного населення села становила 220 осіб, з яких 92 чоловіки та 128 жінок.
За переписом населення України 2001 року в селі мешкало 158 осіб.

### Мова
Розподіл населення за рідною мовою за даними перепису 2001 року:
| Мова       | Відсоток |
| ---------- | -------- |
| українська | 91,19 %  |
| російська  | 8,18 %   |
| білоруська | 0,63 %   |

## Економіка
- Молочно-товарна ферма.

## Об'єкти соціальної сфери
- Фельдшерсько-акушерський пункт.

## Пам'ятки природи
- Орнітологічний заказник місцевого значення «Займанський», площа 157,1 га.

## Відомі люди

### Народилися
- Сербез Катерина Пантеліївна — голова колгоспу «Побєда» Куйбишевського району Запорізької області, директор Розівської державної сортодослідної станції Запорізької області. Депутат Верховної Ради УРСР 10-го скликання.